# Johanniterorden
| Die Ordensflagge | Die Ordensflagge |
| ---------------- | --- |
| Die Ordensflagge | |
| Basisdaten       | |
| Gegründet        | 1538 |
| Rechtsform       | Verein alten Rechts |
| Sitz             | Potsdam |
| Verwaltungssitz  | Berlin (-Lichterfelde) |
| Leitung          | Herrenmeister Oskar Prinz von Preußen |
| Ritter           | ca. 4000 |
| Konfession       | evangelisch |
| Ordenswerke      | Johanniter-Unfall-Hilfe (JUH) Johanniter-Hilfsgemeinschaften (JHG) Johanniter-Schwesternschaft (JoSch) Johanniter GmbH mit 14 Krankenhäusern und 56 Altenpflegeeinrichtungen. Johanniter-Unfall-Hilfe in Österreich (JUHÖ) |
| Stiftung         | Stiftung Johanniterorden, auch Johanniterstiftung genannt |
| ordensnah        | Jugendarbeit im Orden (JiO) |
| Webseite         | www.johanniterorden.de www.johanniterorden.at |

Unter Johanniterorden (mit vollem Namen Balley Brandenburg des Ritterlichen Ordens Sankt Johannis vom Spital zu Jerusalem) versteht man heute die evangelische Ordensgemeinschaft, die 1538 aus der Ballei Brandenburg des Ritterordens der Johanniter oder Hospitaliter hervorging. Dieser geht auf ein bereits einige Jahrzehnte vor dem Ersten Kreuzzug von italienischen Kaufleuten in Jerusalem gestiftetes Hospital zum Heiligen Johannes zurück.
In Deutschland hatte die Balley Brandenburg zu Preußen (mit Sitz ursprünglich in Sonnenburg) schon seit dem Vertrag von Heimbach (1382) einen weitgehend autonomen Status. Nach dem Übertritt des Kurfürsten Joachim II. von Brandenburg zur Lutherischen Lehre im Jahre 1538 war dieser Zweig, im Unterschied zum katholisch gebliebenen Ordensteil, protestantisch. 1811 wurde der Johanniterorden in seiner Form als Ritterorden zunächst aufgelöst und als preußischer Verdienstorden weitergeführt. Im Jahr 1852 wurde er in Kontinuität zur Balley durch die noch lebenden Ritter als evangelischer Zweig des Ritterordens fortgesetzt. Seit diesem Zeitpunkt hat er die Rechtsform eines altrechtlichen Vereins.
Der Malteserorden und die in einer Allianz von 1961 unter gegenseitiger Anerkennung zusammengeschlossenen evangelischen Johanniterorden in Deutschland, den Niederlanden (Johanniter Orde in Nederland), Schweden (Johanniterorden i Sverige) und in Großbritannien (Venerable Order of Saint John) erkennen sich gegenseitig als Ritterorden des heiligen Johannes mit „gemeinsamer Geschichte und gemeinsamem Auftrag“ an, obwohl sie kirchenrechtlich getrennt sind.

## Allgemeines

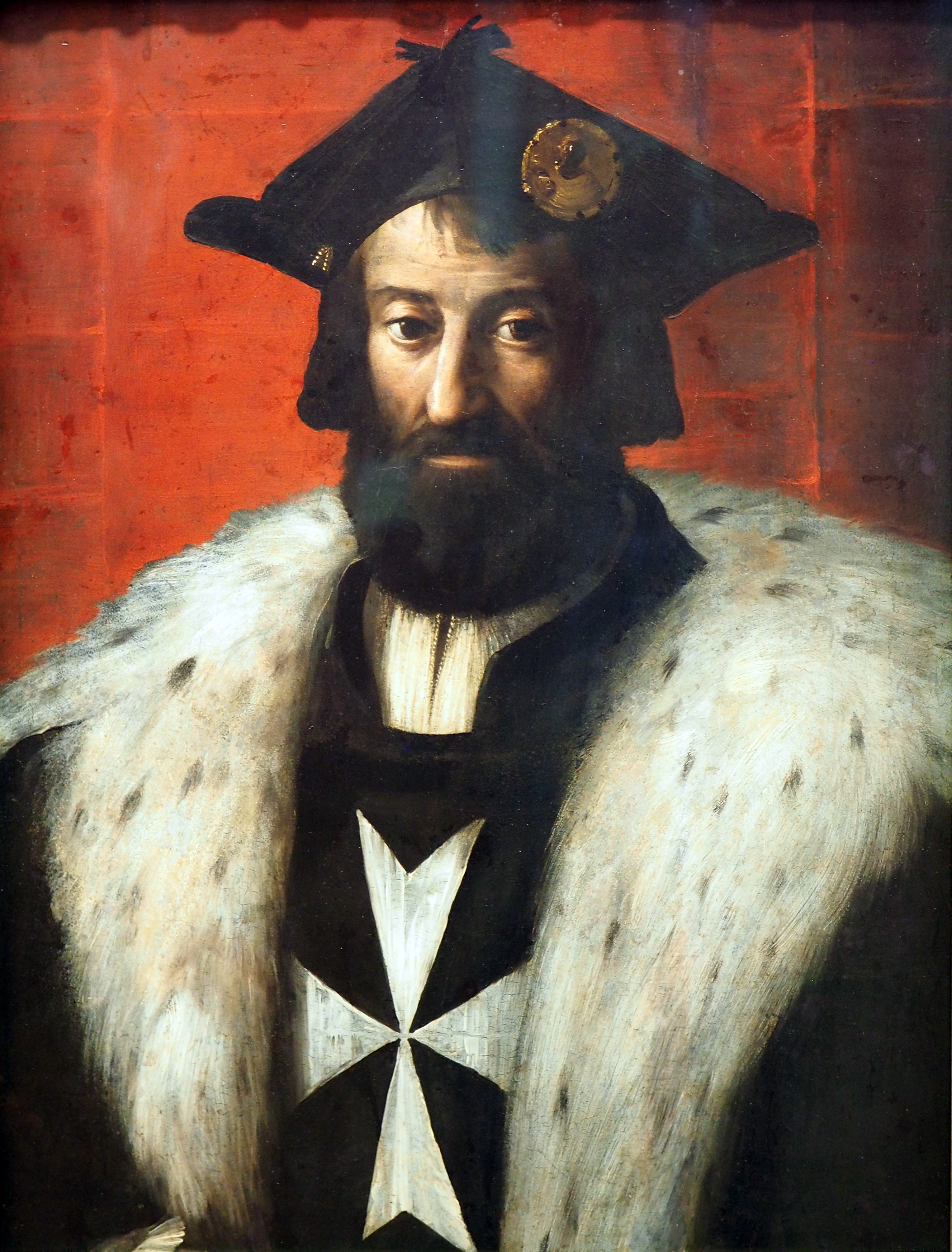
Brustbild eines Johanniters von Girolamo da Carpi (1526/27)

Balley bezeichnet heute sowohl die ehemalige Ballei Brandenburg des mittelalterlichen Ordens, als auch die Untereinheit (Genossenschaft oder Kommende) des protestantischen Ordens, welche die im Ausland lebenden Ritter vereinigt. Vor allem in Australien, Belgien, Dänemark, Italien, Kanada, Kolumbien, Namibia, Südafrika, in den USA und Venezuela, unterhält der Orden Subkommenden. In Deutschland umfasst der Johanniterorden (Sitz in Potsdam) 17 Genossenschaften bzw. Kommenden; in Finnland, Frankreich, Österreich, in der Schweiz und Ungarn je eine.
Die weltweit etwa 4000 Ritter sind entweder Ehrenritter, Rechtsritter oder (als höchste Stufe und normalerweise mit Leitungsbefugnissen ausgestattet) Kommendatoren. Als Herrenmeister führt Oskar Prinz von Preußen den Johanniterorden seit 1999.
Der Johanniterorden ist Träger der international arbeitenden Johanniter-Unfall-Hilfe (1,4 Millionen Mitglieder in Deutschland), der Johanniter-Hilfsgemeinschaften, der Johanniter-Schwesternschaft sowie von Krankenhäusern und weiterer Pflegeeinrichtungen. Die Johanniter-Stiftung unterstützt die ehrenamtliche Arbeit der Johanniter.
Der Johanniterorden und seine deutschen Genossenschaften sind auf der Grundlage des Schutzbriefes des damaligen Ratsvorsitzenden der Evangelischen Kirche in Deutschland (EKD), Bischof Wurm, vom 2. Mai 1947 Bestandteil der Evangelischen Kirchen in Deutschland.
Vom deutschen Johanniterorden wurden 1946 nach dem Zweiten Weltkrieg die Genossenschaften der Niederlande und Schwedens unabhängig. Unter der niederländischen bzw. schwedischen Krone entwickelten sich die dortigen Genossenschaften zu eigenen nationalen Orden. 1961 jedoch schloss sich der deutsche Johanniterorden mit den evangelischen Johanniterorden in den Niederlanden (Johanniter Orde in Nederland), in Schweden (Johanniterorden i Sverige) und in Großbritannien (Venerable Order of Saint John) unter wechselseitiger Anerkennung zu einer Allianz der Orden vom Hl. Johannes zusammen. Zusammen mit dem Malteserorden stellen sie das anerkannte Erbe des mittelalterlichen Ritterordens der Johanniter dar. Eine gemeinsame Kommission dieser fünf Schwesterorden (das Committee on the Orders of Saint John [False Orders Committee]) geht rechtlich gegen falsche Orden vor.

## Träger karitativer Einrichtungen

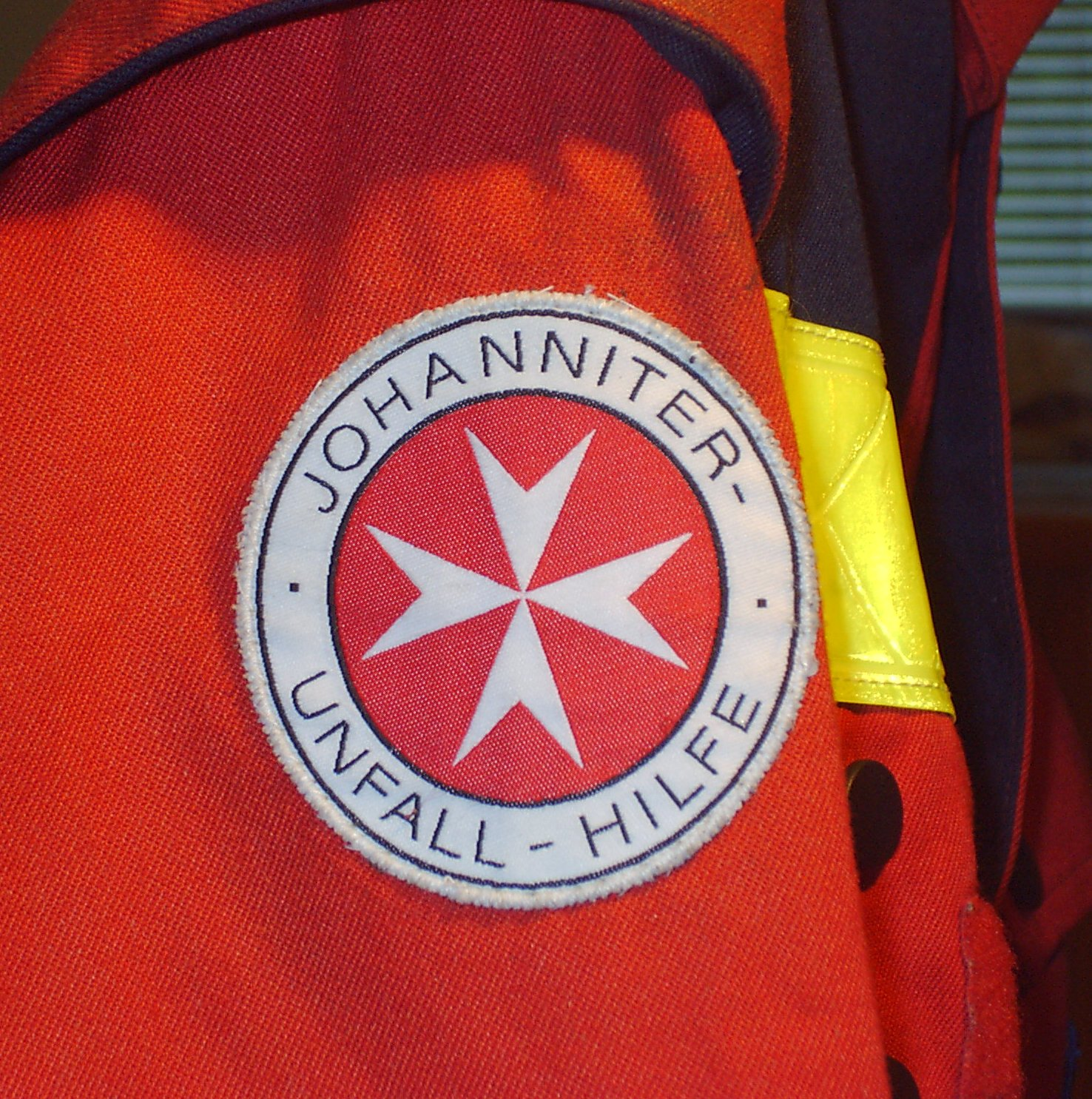
Abzeichen der JUH

Der Johanniterorden ist alleiniger Träger der
- Johanniter-Unfall-Hilfe (JUH)
- Johanniter-Hilfsgemeinschaften (JHG)
- Johanniter-Schwesternschaft
- Johanniter-Arbeitsgemeinschaften für Gegenwartsfragen (JAG).

Um den heutigen Anforderungen an die Versorgung von Patienten und Bewohnern in stationären Einrichtungen bestmöglich nachkommen zu können, hat der Johanniterorden gemeinsam mit der Johanniter-Unfall-Hilfe die Johanniter GmbH als Trägergesellschaft für die Johanniter-Krankenhäuser und Johanniter-Altenpflegeeinrichtungen gegründet.
Ebenfalls wurde eine Dachstiftung unter dem Namen Stiftung Johanniterorden eingerichtet, die sich als eine Gemeinschaft von Menschen versteht, die in Not Geratenen dauerhaft und langfristig hilft und dient der unmittelbaren Förderung des Gesundheits- und Wohlfahrtswesens.
Diese Einrichtungen, 15 Krankenhäuser und 56 Altenpflegeeinrichtungen, Tageskliniken und betreute Wohnungen befinden sich zumeist in anteiliger Trägerschaft der Johanniter GmbH und jeweiliger Genossenschaften.
Auch in der Jugendarbeit werden die Johanniter zunehmend aktiv. 2010 unterhielten sie bundesweit mehr als 200 Kindergärten und über 30 Jugend- und Schülertreffs. 2007 waren sie maßgeblich an der Gründung des Ev. Johanniter-Gymnasiums Wriezen, 2015 an der Gründung der Ev. Johanniter-Grundschule in Wriezen beteiligt.

## Geschichte

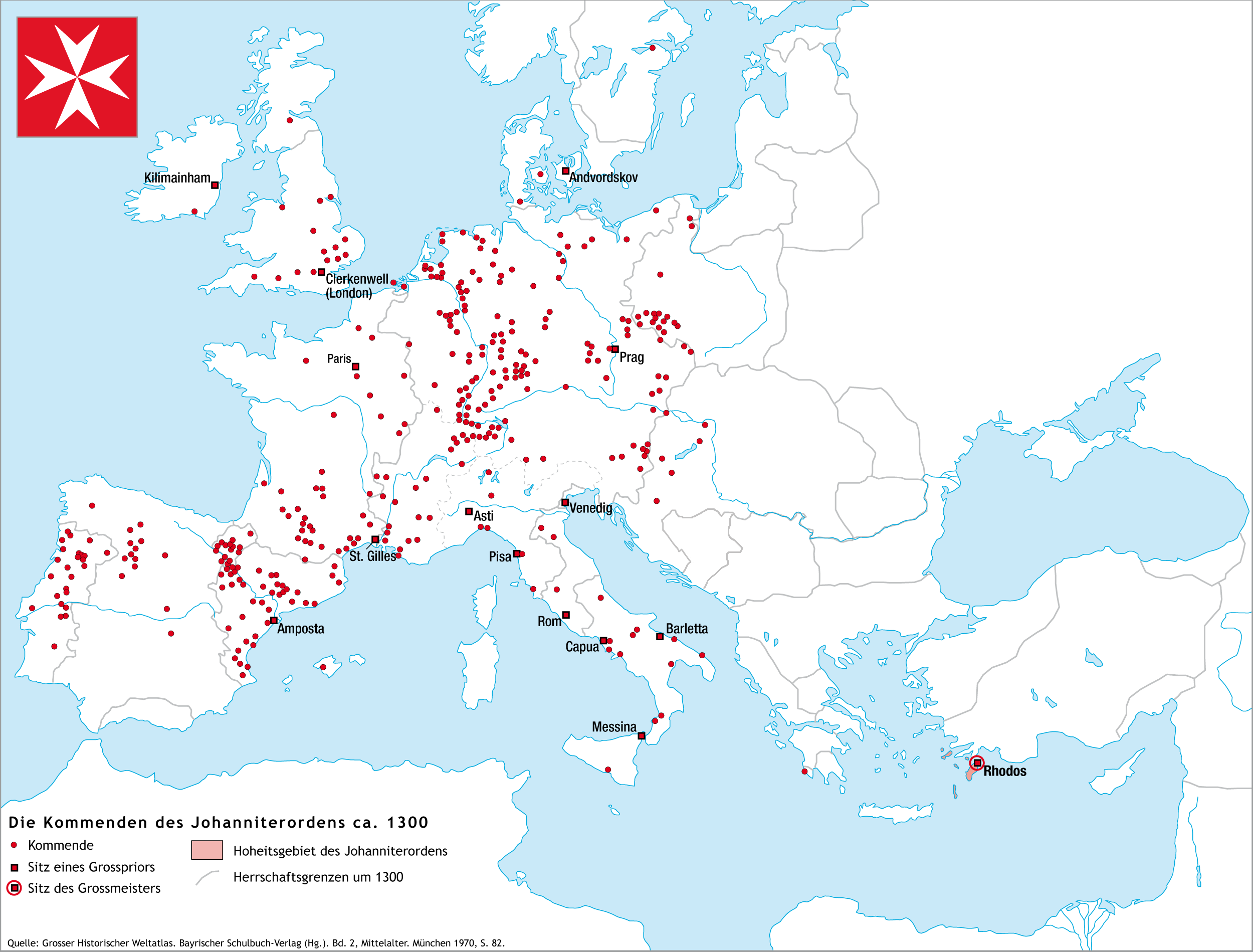
Die Niederlassungen des Johanniterordens in Europa um 1300

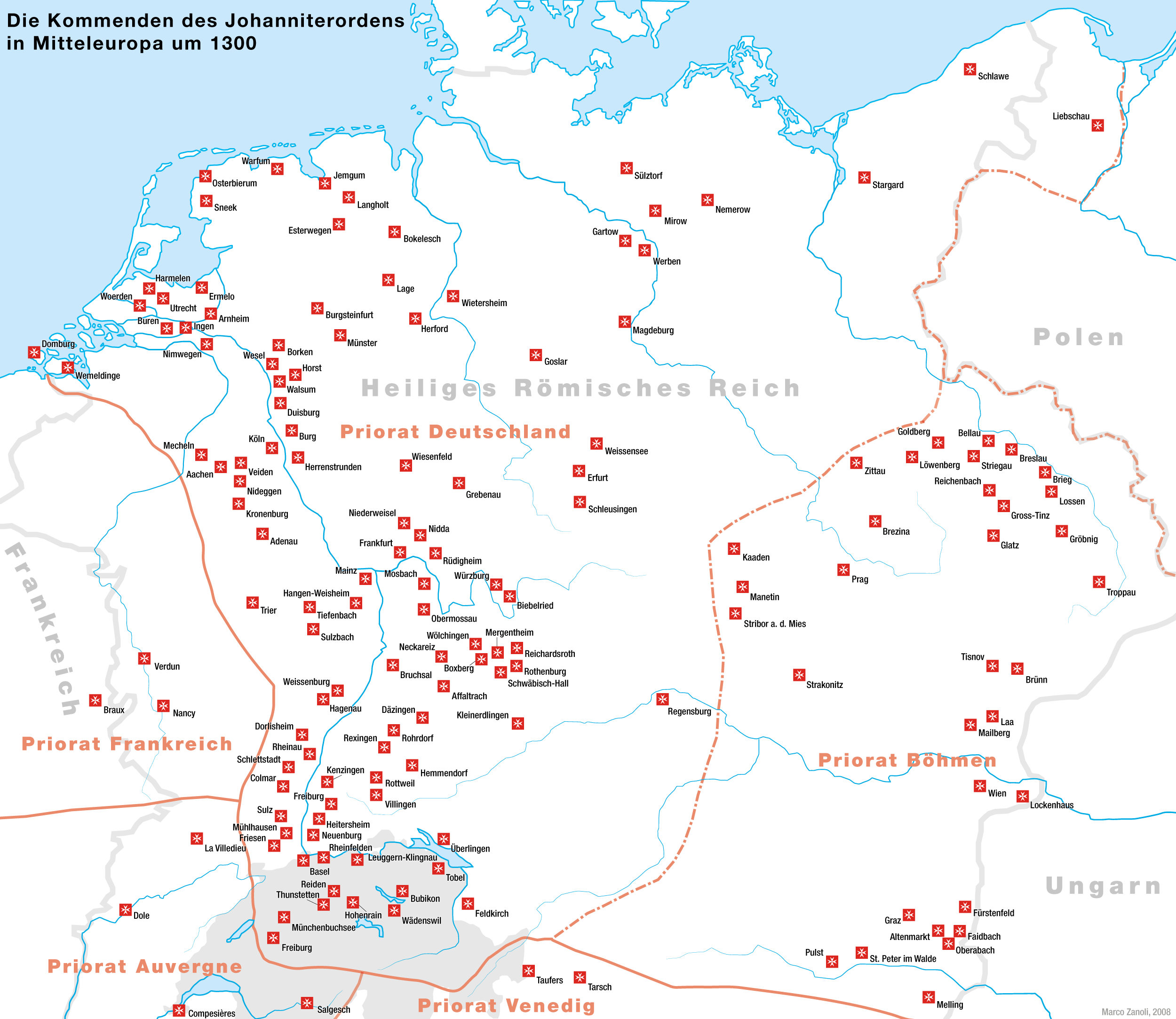
Die Niederlassungen des Johanniterordens in Mitteleuropa vor dem Vertrag von Kremmen

Der Johanniterorden ist der protestantische Zweig der im 11. Jahrhundert in Jerusalem gegründeten und nach dem Ersten Kreuzzug in einen Ritterorden umgewandelte Gemeinschaft der „Johanniter“ oder „Hospitaliter“.
Eine Ballei (von mittellateinisch ballivus „Aufseher“), auch Balley, war der seit etwa dem 13. Jahrhundert verwendete Begriff für die Bezeichnung einer Provinz eines Ritterordens, die meist mehrere Ordensniederlassungen (Kommenden) umfasste. Der Ballei übergeordnet war ein Priorat bzw. Großpriorat (in Deutschland das Großpriorat Deutschland mit Sitz in Heitersheim). Die Priorate waren ihrerseits den sogenannten „Zungen“ zugeordnet.

### Anfänge
Der Johanniterorden erwarb seinen Besitz generell durch Schenkungen, die ihm von reichen Pilgern, Ordensrittern oder Landesherren zugewendet wurden, um seinen Ordensauftrag im Heiligen Land ausführen zu können. Die ersten Besitzungen des Ordens im östlichen Teil Deutschlands waren als Einzelspenden eher spärlich und regional verstreut vorhanden.
Die älteste Gründung auf dem Boden der späteren Ballei Brandenburg lag in der Stadt Werben. Nach einer Pilgerfahrt in den Jahren 1158 und 1159 nach Jerusalem übertrug Markgraf Albrecht der Bär dem Orden die Kirche St. Johannis samt allem Zubehör einschließlich sechs Hufen Land. Er bedingte sich aus, dass der aus der Schenkung resultierende Ertrag „den im Spitale zu Jerusalem weilenden Armen alljährlich überschickt würde“. Neben der Kirche entstand in der Folge eine Komturei. Ältestes Zeugnis der Bautätigkeit des Ordens ist die Lamberti-Kapelle. Die Komturei war anfänglich für Sachsen, die Mark Brandenburg, Pommern und das Wendland zuständig. Später war sie die Verwaltungszentrale für die Ballei Brandenburg.
Eine solche Kommende wurde von einem Ordensmitglied geführt, dieser hatte einen Teil der Einkünfte aus der Kommende an die Ordenszentrale als „Responsorien“ abzugeben. Die Responsorien wurden zur Erfüllung der Ordensaufgaben verwendet.

### Vertrag von Kremmen
Durch päpstliche Verfügung wurde dem Johanniterorden der Landbesitz des 1312 aufgelösten Templerordens übertragen. Dabei handelte es sich nicht nur um Besitz in Frankreich, sondern auch im gesamten übrigen Europa, dabei nicht unerheblicher Besitz in Deutschland. Es gelang den Johannitern allerdings nicht überall, ohne große Auseinandersetzungen mit weltlichen Fürsten das ehemalige Templereigentum in Besitz zu nehmen. Die Johanniter in Brandenburg bekamen 1318 im Vertrag von Kremmen nur 1/3 des Templereigentums. Die übrigen beiden Drittel vereinnahmten die Kirche und der Markgraf, der sich gleichzeitig eine Stellung als „Schirmherr“ der späteren Ballei einräumte. Dennoch reichte es für die Johanniter, um mit dem Besitzzuwachs die Gründung einer Ballei vorzunehmen. Erst seitdem gibt es die Ballei Brandenburg. 1323 wurden die Gebiete Sachsen, Brandenburg, Wendland und Pommern unter das Amt eines „Praeceptor Generalis“ gestellt, der vermutlich insbesondere die Aneignung und Integration des ehemaligen Templerbesitzes vorantreiben sollte. 1360 wurde „Herrmann von Wereberge“ als erster „Meister und Gebieter im Sachsenland, der Mark zu Brandenburg, im Wendland und Pommern“ erwähnt. Die wirtschaftliche und personelle Macht des Johanniterordens in diesen Regionen war jedoch stets zu gering, um eine Unabhängigkeit von den Landesherren zu erreichen.

### Ballei Brandenburg

Adam Graf von Schwarzenberg, Stich von Peter Rollos nach einem Gemälde von Matthias Czwiczek (um 1635)

Im Jahr 1426 erwarb der Herrenmeister Balthazar von Schlieben vom Markgrafen Friedrich I. von Brandenburg die Adelsherrschaft Sonnenburg „umb Neunhundert schock guter behmischer Groschen“. Sonnenburg entwickelte sich zum Sitz des Herrenmeisters der Ballei und wurde in der Folge stets weiter ausgebaut.
1460 sicherte sich Kurfürst Friedrich II. vertraglich das Nominationsrecht für die Wahl des Herrenmeisters und erlangte dadurch faktisch die Kontrolle über die Ballei.
1538 trat Joachim II., Kurfürst von Brandenburg, zur lutherischen Lehre über, wobei ihm die Ballei unter dem Herrenmeister Veit von Thümen (1527–1543) folgte. Die Mitglieder des Ordens fühlten sich dadurch von ihrem Gelübde der Armut und Ehelosigkeit entbunden. 1545 beschloss ein Provinzialkapitel in Speyer, dass auch lutherische und verheiratete Kommendatoren ihre Ämter behalten. Die Ballei Brandenburg wurde die „Kernzelle“ der heutigen evangelischen Ordenszweige (neben Deutschland auch in Schweden, Finnland, Ungarn und Frankreich).
In der Folge jedoch lockerte sich der Zusammenhalt der Ballei mit dem Großpriorat Deutschland. Großmeister Jean de la Cassière berief 1581 den damaligen Herrenmeister Martin Graf von Hohenstein formell vor das Kapitel nach Malta. Als dieser nicht erschien, erklärte er den Ausschluss der Brandenburger Ordensmitglieder. Dieser Ausschluss wurde dem Großpriorat samt entsprechender Urkunde mitgeteilt, jedoch vom Großprior des Ordens in Heitersheim – Philipp Flach von Schwarzenberg – nicht an die Ballei weitergeleitet. Der Groß-Prior ernannte nun seinerseits bis zum Untergang der Großballei 1811 einen katholischen Gegen-Bailli für Brandenburg (zumal auch der Herrenmeister den Kapitelsitzungen der Großballei fernblieb). Diese Ernennung verstieß jedoch gegen den Heimbacher Vergleich, durch den die Ritter das Recht auf eigene Wahl des Balleiers bzw. Herrenmeisters hatten. Der katholische Gegen-Bailli wurde also ignoriert. Die Ballei Brandenburg selbst erfüllte ihre Pflichten aus dem Heimbacher Vergleich (insbesondere ihre Zahlungen) und bot dem Großpriorat dadurch keinen Anlass für eine Klärung des Status quo.
Immerhin konnte noch von 1625 bis 1641 Adam von Schwarzenberg als katholischer Herrenmeister amtieren; er musste sich allerdings vor seiner Bestätigung durch den Konvent dazu verpflichten, das Bekenntnis der Ballei nicht zu verändern.
Durch den westfälischen Friedensschluss 1648 verlor der Orden fast alle seine Besitzungen im protestantischen Teil Deutschlands. Ebenso gingen auch Kommenden (insbesondere Mirow und Nemerow) der Ballei Brandenburg an die entsprechenden Landesherren (Mecklenburg) verloren. Die wirtschaftliche Lage der Ballei war dadurch schwierig geworden. Zu Beginn der Amtszeit von Johann Moritz von Nassau vermochten die Einkünfte der Balleibesitzungen nicht einmal die 324 Goldgulden jährlicher Rekognitionsgelder an das deutsche Großpriorat zu decken. Die Summe der rückständigen Gelder belief sich im Jahre 1653 auf 7452 Goldgulden, wovon Johann Moritz bereits im Dezember desselben Jahres 1000 Gulden abzahlen konnte. Dies zeigt, dass die Ballei sowie die Herrenmeister ihre Verpflichtungen dem Großpriorat gegenüber auch nach dem Dreißigjährigen Krieg ernst nahmen. Ab 1662 wurde das Ordensschloss Sonnenburg errichtet und Sitz des Herrenmeisters.
In der Ballei Brandenburg wurde eine Vielzahl von Rittern ernannt: Einen Einblick in die Strukturen des Ordens und einen Überblick über die in der protestantischen Zunge ernannten Ritter in der 2. Hälfte des 17. Jahrhunderts gibt Johann Christoph Beckmann in „Beschreibung Des Ritterlichen Johanniter-Ordens“ von 1726.

#### Kommenden in der Ballei Brandenburg

Zeitgenössisches Porträt des Fürsten Johann Moritz

Die folgenden Kommenden befanden sich u. a. in dem Gebiet der Ballei Brandenburg:
Heutiges Berlin:
- Tempelhof (aus dem Besitz der Templer)

Heutiges Brandenburg:
- Kommende Gorgast
- Lietzen (aus dem Besitz der Templer)

Heutiges Mecklenburg-Vorpommern:
- Komturei Kraak
- Komturei Mirow
- Komturei Nemerow

Heutiges Niedersachsen:
- Kommende Braunschweig
- Kommende Gartow
- Kommende Goslar
- Kommende Quanthof
- Kommende Süpplingenburg (aus dem Besitz der Templer)

Heutiges Nordrhein-Westfalen:
- Kommende Wietersheim

Heutiges Sachsen-Anhalt:
- Werben (Elbe) (vormaliger Sitz der Ballei Brandenburg)

Heutiges Polen:
- Kommende Burschen
- Sonnenburg (vormaliger Sitz der Ballei Brandenburg)
- Lagow
- Quartschen (aus dem Besitz der Templer)
- Rörchen (aus dem Besitz der Templer)
- Schivelbein
- Stargard
- Schwiebus
- Tempelburg (aus dem Besitz der Templer)
- Kommende Zachan
- Kommende Wildenbruch
- Zielenzig (aus dem Besitz der Templer)

### Versuch einer Vereinigung
1763 begann König Friedrich der Große Verhandlungen mit dem Malteserorden, da sich auf dem Boden des eroberten Schlesien einige Kommenden desselben befanden. Den Malteserrittern wurde das Tragen ihrer Auszeichnungen auf preußischem Boden gestattet, im Gegenzug durfte der König die preußische Krone als Zeichen seines Protektorates in die Auszeichnungen der Rechtsritter (siehe auch Abbildung des Rechtsritterkreuzes) einfügen. Der König, wie auch sein Gegenpart, Großmeister Pinto de Fonseca vereinbarten die Wiederaufnahme der Responsorienzahlungen, in der (beidseitigen) Hoffnung, dass die Ballei und ihre Mitglieder wieder ein fester Teil des Gesamtordens werden könnten. Vermittler zwischen beiden war Ferdinand von Hompesch, katholischer Gegen-Bailli von Brandenburg und späterer Großmeister. Der Papst beharrte jedoch auf seiner Auffassung, dass die Ballei als häretische Organisation nicht Teil des Ordens sein könne. Dennoch wurden die Responsorien bis 1810 weiter gezahlt; Ballei und Malteserorden behielten ihre guten Beziehungen in ökumenischem Sinne bis heute bei. So entsandte die Ballei schon im Jahr 1776 Beobachter zum Generalkapitel des Malteserordens.

### Säkularisation und Preußischer Verdienstorden
Im Frieden von Tilsit verpflichtete sich Preußen gegenüber Napoleon zu hohen Zahlungen. Durch Edikt vom 30. Oktober 1810 und Urkunde vom 23. Januar 1811 wurden die Ballei Brandenburg und die zugehörigen Kommenden durch König Friedrich Wilhelm III. aufgehoben, ihre Besitzungen wurde im Zuge der Säkularisation eingezogen. Der Orden an sich hörte hierdurch zwar nicht auf zu existieren, jedoch war er seines Besitzes verlustig und es war ihm untersagt, neue Mitglieder oder Anwärter aufzunehmen. Folglich wäre der Orden mittelfristig durch Tod seines letzten Ritters erloschen.
Am 23. Mai 1812 stiftete König Friedrich Wilhelm III. als Auszeichnung für ehrenvolle Dienstleistung, als Beweis königlicher Gnade und zur Erinnerung an die aufgelöste Ballei Brandenburg den Königlich Preußischen St. Johanniterorden. Der neue „Johanniterorden“ war somit ein preußischer Verdienstorden. Im Gegensatz zu den meisten anderen preußischen Orden hatte er aber einen „korporativen“ (mitgliedschaftlichen) Charakter, da er zahlreiche Elemente des „alten“ Ordens übernahm.
Der Großmeister des Verdienstordens war der bisherige Herrenmeister. Die Ritter der aufgelösten Ballei gehörten diesem neuen Orden automatisch an, trugen ihre alten Insignien aber weiterhin.

### Wiederherstellung des Johanniterordens

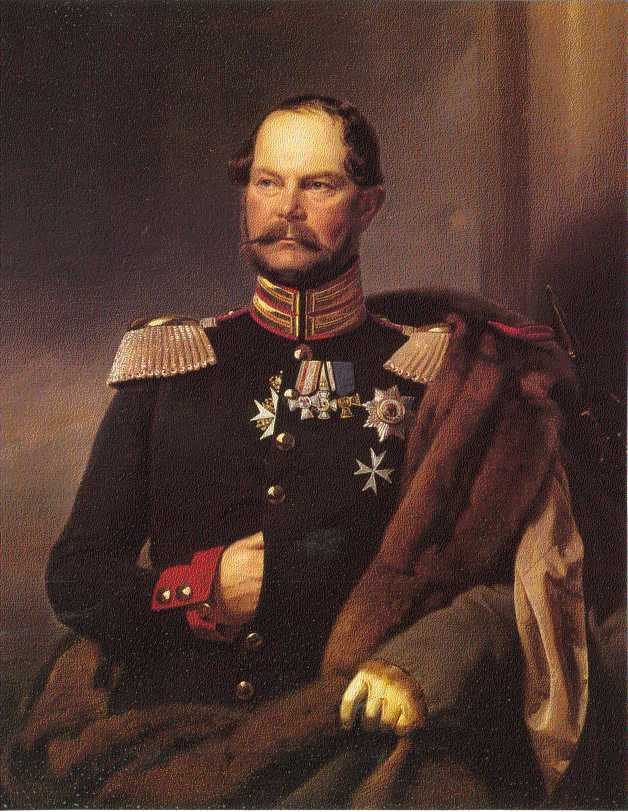
Prinz Carl von Preußen

Durch Kabinettsorder vom 15. Oktober 1852 stellte König Friedrich Wilhelm IV. von Preußen die Ballei (in der von der bisherigen Schreibweise abweichenden Form „Balley“) formell wieder her, jedoch ohne Einsetzung in ihre vorigen Besitztümer. Die Kontinuität wurde gewahrt, weil acht vor 1810 zum Ritter geschlagene Mitglieder, darunter Otto Ludwig Christoph von Dewitz und Otto Ernst von Dewitz, noch lebten. 
Die Träger des Verdienstordens wurden automatisch Mitglieder der wiederhergestellten Balley, allerdings wurden sie nur als „Ehrenritter“ anerkannt und waren in ihren Rechten im Orden eingeschränkt. Lediglich die Ritter von vor 1810 und die neu hinzugekommenen durch Ritterschlag zu „rechten Rittern“ (später „Rechtsritter“) ernannten hatten volle Rechte und Pflichten (die zum Teil erheblichen finanziellen Verpflichtungen in der Zeit des Wiederaufbaus waren nur durch die Rechtsritter zu tragen). Im Laufe der Zeit wurde diese nur einem konkreten Anlass geschuldete Zweiteilung des Ordens als eine aufsteigende Form von Vollmitgliedschaft dauerhaft übernommen.
Am 17. Mai 1853 wurde Prinz Carl von Preußen feierlich zum Herrenmeister des Ordens eingesetzt und zeigte seine Wahl sowie das Wiederaufleben der Balley direkt beim Statthalter des Großmagisteriums des Malteserorden in Rom an (das Groß-Priorat Deutschland war 1811 erloschen und der Gesamtorden besaß zwischen 1805 und 1879 keinen Großmeister, sondern nur einen an seiner Stelle regierenden Statthalter). In einem höflichen Schreiben an die „Ballei Brandenburg des Souveränen Ordens vom Hl. Johannes in Jerusalem“ durch den Ordensstatthalter des Malteserordens Fra’ Philipp von Colloredo-Mels wurde dieses zur Kenntnis genommen, jegliche Festlegung in Bezug auf den Rechtsstatus der Balley jedoch vermieden.
Das erste Ordenskapitel tagte am 23. Juli 1853 und entwarf die Statuten, welche durch Urkunde vom 8. August vom König als Protektor des Ordens genehmigt wurden. Analog zu den acht preußischen Kirchenprovinzen wurden acht Genossenschaften ins Leben gerufen: die Provinzialgenossenschaften Preußen, Brandenburg, Pommern, Posen-Westpreußen, Schlesien, Sachsen, Westfalen und Rheinland. In der Folge begannen die Kommenden bzw. Genossenschaften sehr schnell mit dem Aufbau ihrer Werke. Unter den ersten Krankenhäusern sind zu nennen: 1854 das Johanniter-Krankenhaus in Jüterbog (befindet sich heute (wieder) im Ordensbesitz), hier insbesondere auf Veranlassung durch Adolf Friedrich August von Rochow-Stülpe und Friedrich zu Solms-Baruth errichtet, und 1855 das „Siechenhaus“ in Mansfeld. 1864 und 1866 beteiligten sich die Ordensritter am Aufbau des Sanitätswesens im Kriege. Ritter der Provinzial-Sächsischen Genossenschaft und ihre Frauen spendeten beispielsweise für den Sanitätsdienst 50.000 Taler. Ebenfalls aktiv tätig waren Johanniterritter am Aufbau des Deutschen Roten Kreuzes. Es war der Johanniterritter Joachim von Winterfeldt-Menkin, der zur Zeit der Weimarer Republik das Deutsche Rote Kreuz gründete und dessen erster Präsident wurde. 1885 wurde als erstes noch bestehendes Werk des Gesamtordens die Johanniter-Schwesternschaft gegründet. Unter dem Herrenmeister Prinz Albrecht von Preußen (1883–1906) wuchs das Krankenhauswesen der Johanniter von 34 Einrichtungen mit 1400 Betten auf 52 Einrichtungen mit 2937 Betten an.
Seitdem besteht der Johanniterorden in der Rechtsform eines altrechtlichen Vereins.
Der Orden residierte bis zum Ende des Zweiten Weltkriegs in Berlin, danach in Bonn, heute wieder in Berlin bzw. Potsdam (s. u.).

### Nationalsozialismus

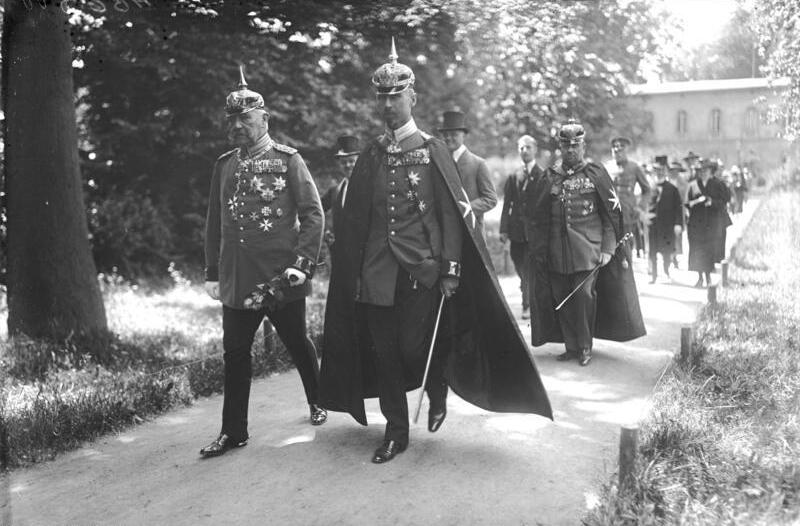
Ritterschlag 1923

Dem aufkommenden Nationalsozialismus gegenüber nahm der Adel eine ambivalente Haltung ein. Seit 1927 war Oskar Prinz von Preußen als Herrenmeister in dieser Zeit bestimmend. Er genoss unter anderem auch den Schutz von Reichspräsident Paul von Hindenburg. Der Johanniterorden als Institution war durch seine enge Bindung an die evangelische Kirche sowie die Mitgliedschaft des Adels den Nationalsozialisten ein „Dorn im Auge“. Vereinzelt kam es schon im Vorfeld der Machtergreifung zu Austritten aus dem Orden, beispielsweise am 20. September 1928 durch Friedrich Graf von der Schulenburg. Zahlreiche Offiziere der Wehrmacht und andere einflussreiche Persönlichkeiten waren jedoch Mitglieder des Ordens, weshalb erst nach erfolgter Machtergreifung offen gegen den Orden vorgegangen wurde.
Am 29. November 1935 wurde per Erlass des Reichs- und Preußischen Ministers des Innern die weitere Verleihung von Ehrenritter- und Rechtsritterkreuzen verboten. Am 2. Juli 1938 wurde per Erlass (78/38) des Stellvertreters von Adolf Hitler, Rudolf Heß, die Unvereinbarkeit der Mitgliedschaft zur NSDAP und des Ordens festgestellt und die gleichzeitige Zugehörigkeit zum Orden und zur NSDAP verboten. Der Orden wurde nicht aufgelöst oder verboten, konnte aber keine neuen Mitglieder annehmen. Der Zusammenhalt der Mitglieder blieb erhalten, diese trugen nunmehr einen Fingerring mit Ordenskreuz. Etwa 10 Prozent der Mitglieder wechselten damals zu den Nationalsozialisten.
Johanniter zeichneten sich im Widerstand gegen das Regime aus, viele Johanniter- und Malteserritter wurden im Zusammenhang mit dem Attentat vom 20. Juli 1944 hingerichtet, darunter:
- Alexander von Falkenhausen

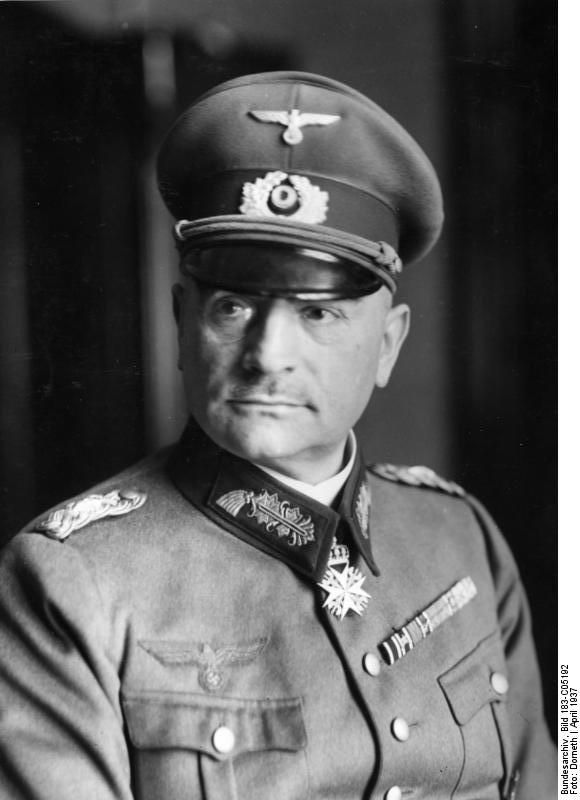
Friedrich von Rabenau in Generalsuniform mit Rechtsritterkreuz, April 1937

- Heinrich Graf zu Dohna-Schlobitten (Rechtsritter)
- Albrecht von Hagen (Ehrenritter)
- Ulrich von Hassell (Rechtsritter)[12]
- Ewald von Kleist-Schmenzin (Rechtsritter)
- Fritz von der Lancken (Ehrenritter)
- Wilhelm Graf zu Lynar (Rechtsritter)
- Friedrich von Rabenau (Rechtsritter)
- Adolf Friedrich Graf von Schack (Rechtsritter)
- Friedrich-Werner Graf von der Schulenburg (Rechtsritter),
- Ulrich Wilhelm Graf Schwerin von Schwanenfeld (Rechtsritter)
- Erwin von Witzleben (Rechtsritter)

Ein Mitglied des Johanniterordens starb in Haft:
- Friedrich von Praun (Rechtsritter)

Weitere Mitglieder des Johanniterordens waren im Widerstand gegen das NS-Regime engagiert, überlebten aber die Zeit bis zum Fall des Regimes:
- Eberhard von Breitenbuch (Rechtsritter)
- Rudolph-Christoph Freiherr von Gersdorff (Ehrenkommendator)
- Carl-Hans Graf von Hardenberg (Rechtsritter)
- Ewald-Heinrich von Kleist (Rechtsritter)

Weitere Mitglieder des Johanniterordens waren eng mit Personen des Widerstands verbunden.
- Kurt Freiherr von Hammerstein-Equord (Ehrenritter)
- August von Trott zu Solz (Kommendator)
- Otto von Stülpnagel (Ehrenritter)

### Jüngste Geschichte
Nach 1945 verlor der Orden alle Besitzungen in den Ostgebieten sowie auf dem Gebiet der sowjetischen Besatzungszone des vormaligen Deutschen Reiches. Viele Mitglieder des Ordens waren im Krieg gefallen, wurden enteignet und vertrieben. Auch die westlichen Alliierten mussten erst davon überzeugt werden, dass der Johanniterorden trotz zahlreicher einflussreicher Mitglieder als Organisation zugelassen wurde. 1947 begann der Wiederaufbau der Balley Brandenburg mit ihren Genossenschaften in den westlichen Besatzungszonen unter dem 35. Herrenmeister Oskar Prinz von Preußen († 1958). Durch eine Neuinterpretation des Begriffs der „ritterlichen Gesinnung“ wurde 1948 erstmals seit dem Mittelalter Nicht-Adligen der Zugang zum Orden wieder gestattet; überwiegend fand diese Regelung auf bürgerliche Ehepartner Adliger sowie nahe Verwandte Anwendung. 1951 wurden die Johanniter-Hilfsgemeinschaften (JHG) gegründet. 1952 erfolgte die Gründung der Johanniter-Unfall-Hilfe (JUH) in Deutschland, im Herbst 1952 erfolgte die Verlegung der Ordenszentrale von Bad Pyrmont nach Rolandseck bei Bonn, dem vorläufigen bundesdeutschen Regierungssitz, wo sie im Haus Sölling beheimatet war. Im Frühjahr 1962 wurde die Ordenszentrale nach Bonn verlegt. 1974 kam es zur Gründung der Johanniter-Unfall-Hilfe in Österreich.
Ab 1990 wurden die Johanniter-Hilfsgemeinschaften und die Johanniter-Unfall-Hilfe auch in Ostdeutschland tätig. Der Orden konnte die Rückübertragung der in den neuen Bundesländern gelegenen Ordenshäuser erreichen; diese gingen in die Trägerschaft der Genossenschaften über.
1999 konnte das 900-jährige Bestehen des Ordens von Johannitern und Maltesern gefeiert werden und der 37. Herrenmeister Oskar Prinz von Preußen (* 1959) erhielt seine Investitur.
2001 wurde der Ordenssitz nach Berlin verlegt, wo der Orden in dem historisch stark von Militär und preußischem Adel geprägten Stadtteil Lichterfelde in der Finckensteinallee auf dem Gelände seines im Zweiten Weltkrieg weitgehend zerstörten Siechenhauses über Grundbesitz und ein modernes Johanniterheim verfügt. Seit 2004 ist der formelle Ordenssitz Potsdam; der Verwaltungssitz und Tagungsort der Kommende verblieb in Lichterfelde.

## Allgemeiner Aufbau und Struktur

Organigramm Johanniterorden, Stand 2005

Der Johanniterorden hat die Rechtsform eines „Vereins alten Rechts“, das Korporationsrecht wurde ihm 1852 verliehen. Er hat seinen Sitz in Potsdam, der Verwaltungssitz ist Berlin. Der Johanniterorden ist durch den Schutzbrief des Rates der Evangelischen Kirche in Deutschland vom 2. Mai 1947 Teil der evangelischen Kirche Deutschlands.
Der Johanniterorden selbst ist regional in Genossenschaften, auch Kommenden genannt, gegliedert. Führungsorgane des Ordens sind, neben dem Herrenmeister, das Kapitel und die Ordensregierung. Kommenden werden durch gewählte Kommendatoren geleitet (Regierende Kommendatoren).
Der Johanniterorden ist Initiator und Träger der Ordenswerke. Diese sind die Johanniter-Unfall-Hilfe e. V., die Johanniter-Schwesternschaft e. V. sowie etwa 70 Johanniter-Hilfsgemeinschaften. In den Ordenswerken sind über 1,4 Millionen aktive und fördernde Mitglieder tätig.

### Kapitel und Ordensregierung
Der Herrenmeister leitet den Orden. Ihm steht das Ordenskapitel zur Seite. Der Herrenmeister selbst wird durch das „erweiterte Kapitel“ gewählt.

### Liste der Herrenmeister der Balley Brandenburg

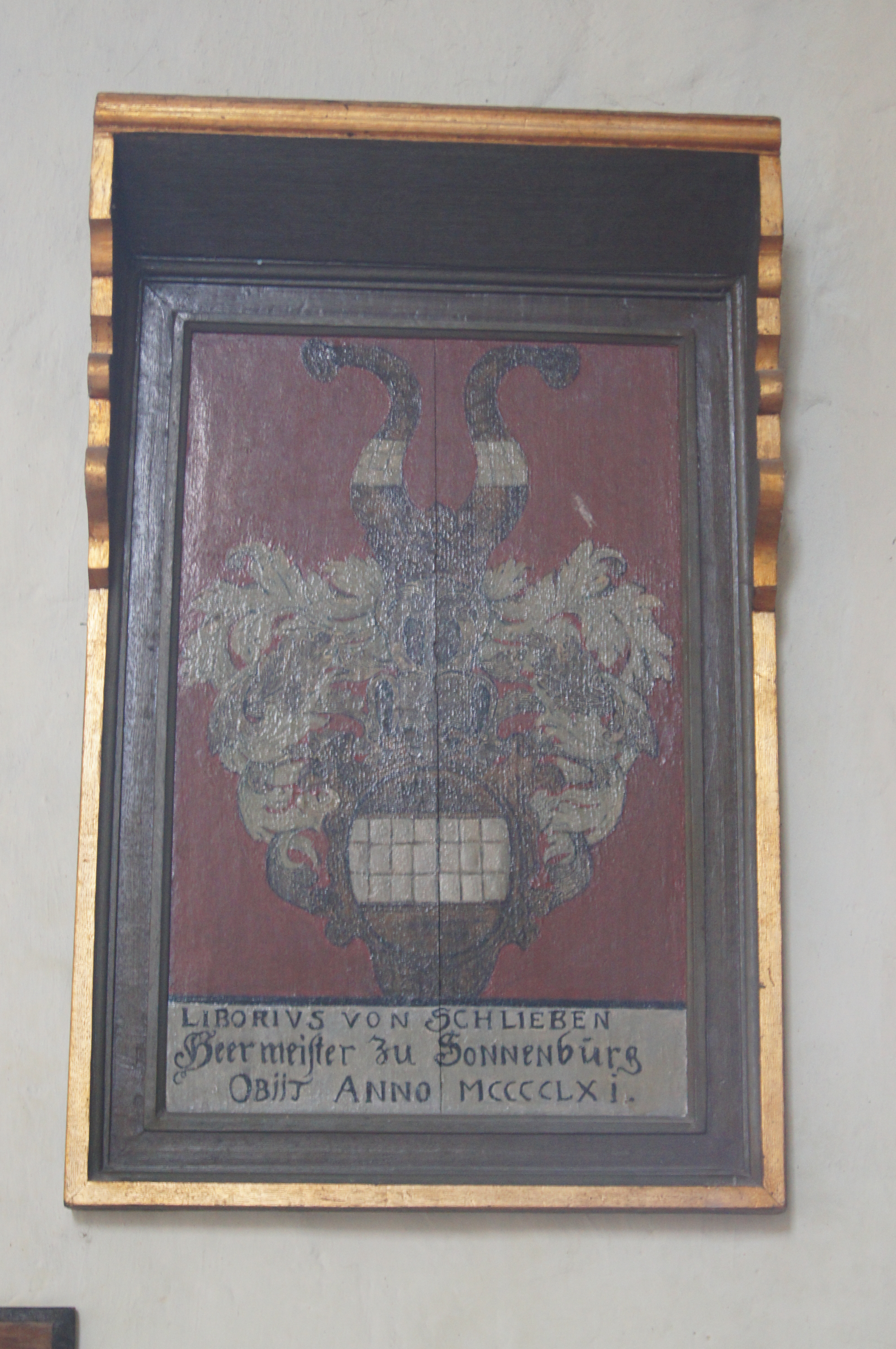
Tafel des Liborius von Schlieben d. Ä. Heermeister zu Sonnenburg in Lietzen. Anno 1461.

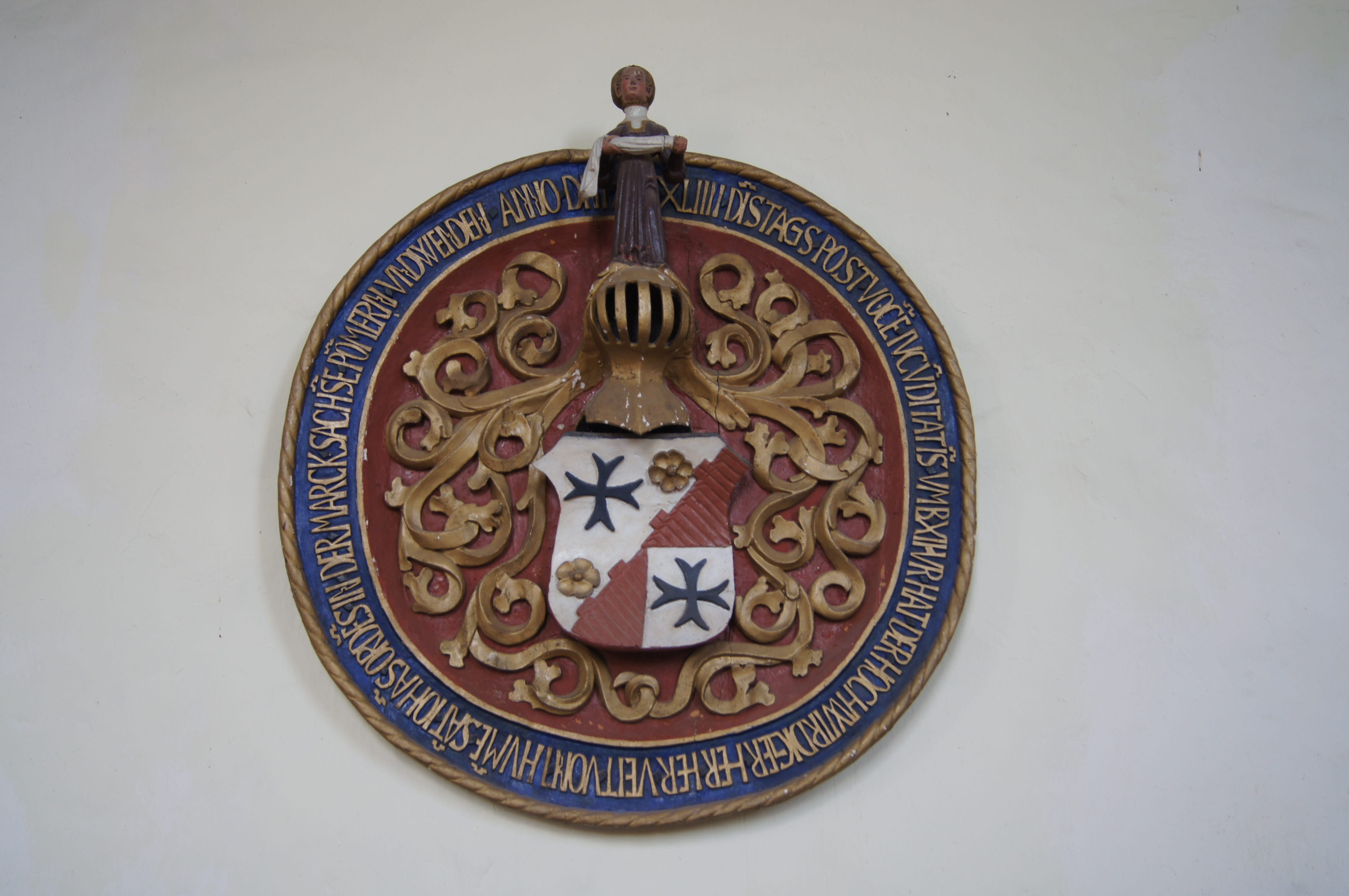
Wappenschild des Veit von Thümen in der Komtureikirche Lietzen

Uniform der Ritter Ende des 19. Jahrhunderts

#### Die ersten Herrenmeister
- 1323–1336: Gebhard von Bortefelde (Präceptor generalis)
- 1341–1371: Hermann von Werberg
- 1371–1397: Bernhard von der Schulenburg
- 1397–1399: Detlev von Walmede
- 1399–1418: Reimar von Güntersberg
- 1419–1426: Busso V. von Alvensleben

#### Das Herrenmeistertum auf der Sonnenburg
- 1426–1437: Balthasar von Schlieben
- 1437–1459: Nicolaus von Thierbach
- 1459–1460: Heinrich von Redern
- 1460–1471: Liborius von Schlieben d. Ä.
- 1471–1474: Kaspar von Güntersberg
- 1474–1491: Richard von der Schulenburg
- 1491–1526: Georg von Schlabrendorff[16]

von der Reformation bis zur Säkularisierung: 
- 1527–1543: Veit von Thümen
- 1544–1545: Joachim von Arnim[17]
- 1545–1564: Thomas Runge
- 1564–1569: Franz von Neumann
- 1569–1609: Graf Martin von Hohenstein
- 1610–1611: Friedrich Markgraf von Brandenburg
- 1611–1613: Ernst Markgraf von Brandenburg
- 1614–1615: Georg Albrecht Markgraf von Brandenburg
- 1616–1624: Johann Georg Markgraf von Brandenburg
- 1624–1625: Joachim Sigismund Markgraf von Brandenburg
- 1625–1641: Adam Graf von Schwarzenberg
- 1641–1652: Georg von Winterfeld, Landvogt der Neumark, Komtur zu Schivelbein
- 1652–1679: Johann Moritz Fürst von Nassau-Siegen
- 1689–1692: Georg Friedrich Fürst zu Waldeck, Graf zu Pyrmont
- 1693–1695: Karl Philipp, Prinz von Preußen, Markgraf zu Brandenburg-Schwedt
- 1696–1731: Albrecht Friedrich Prinz in Preußen, Markgraf zu Brandenburg-Schwedt
- 1731–1762: Carl Albrecht Prinz in Preußen, Markgraf zu Brandenburg-Schwedt
- 1762–1811: August Ferdinand Prinz von Preußen (1811: Aufhebung der Balley)

#### Die Herrenmeister nach Wiederherstellung des Ordens (1852)
- 1853–1883: Prinz Carl von Preußen
- 1883–1906: Prinz Albrecht von Preußen
- 1907–1926: Prinz Eitel Friedrich von Preußen
- 1927–1958: Oskar Prinz von Preußen
- 1958–1999: Wilhelm Karl Prinz von Preußen
- seit 1999: Oskar Prinz von Preußen

### Kapitel
Das Kapitel wird aus dem Herrenmeister, der Ordensregierung und den „regierenden“ (den amtierenden) Kommendatoren gebildet. Es stellt das zentrale operative Entscheidungsgremium des Ordens dar. Dem erweiterten Kapitel gehören zusätzlich die ehemaligen Kommendatoren sowie die Ehrenkommendatoren der Genossenschaften an. Das Erweiterte Kapitel entscheidet u. a. über die Wahl des Herrenmeisters, das Procedere bei einer eventuellen Auflösung des Ordens sowie über Angelegenheiten, die ihm durch den Herrenmeister als besonders bedeutend vorgelegt werden.

### Genossenschaften
Die Genossenschaften (auch Kommenden) werden von einem Kommendator geleitet, der die Genossenschaften auch gegenüber der Ordensregierung vertritt. Die Kommendatoren leiten den Konvent, das Führungsgremium der Genossenschaften. Als Zusammenschluss von männlichen Ritterbrüdern eines Ortes oder einer Region werden durch die Kommendatoren Subkommenden gebildet und einem Subkommendeleiter zugewiesen. Um auch die theologischen Kenntnisse der Mitglieder zu vertiefen, werden dort unter anderem bei verschiedenen regelmäßigen Treffen christliche und aktuelle gesellschaftliche Themen bearbeitet. Die „Johanniter Arbeitsgemeinschaft für Gegenwartsfragen“ veranstaltet dazu regelmäßig vertiefende Seminare. (Siehe auch Kategorie:Kommendator (Johanniterorden), Kategorie:Rechtsritter (Johanniterorden), Kategorie:Ehrenritter (Johanniterorden))
Zurzeit bestehen folgende Genossenschaften und Kommenden des Johanniterordens:
- Kommende der Balley
- Baden-Württembergische Kommende
- Bayerische Genossenschaft

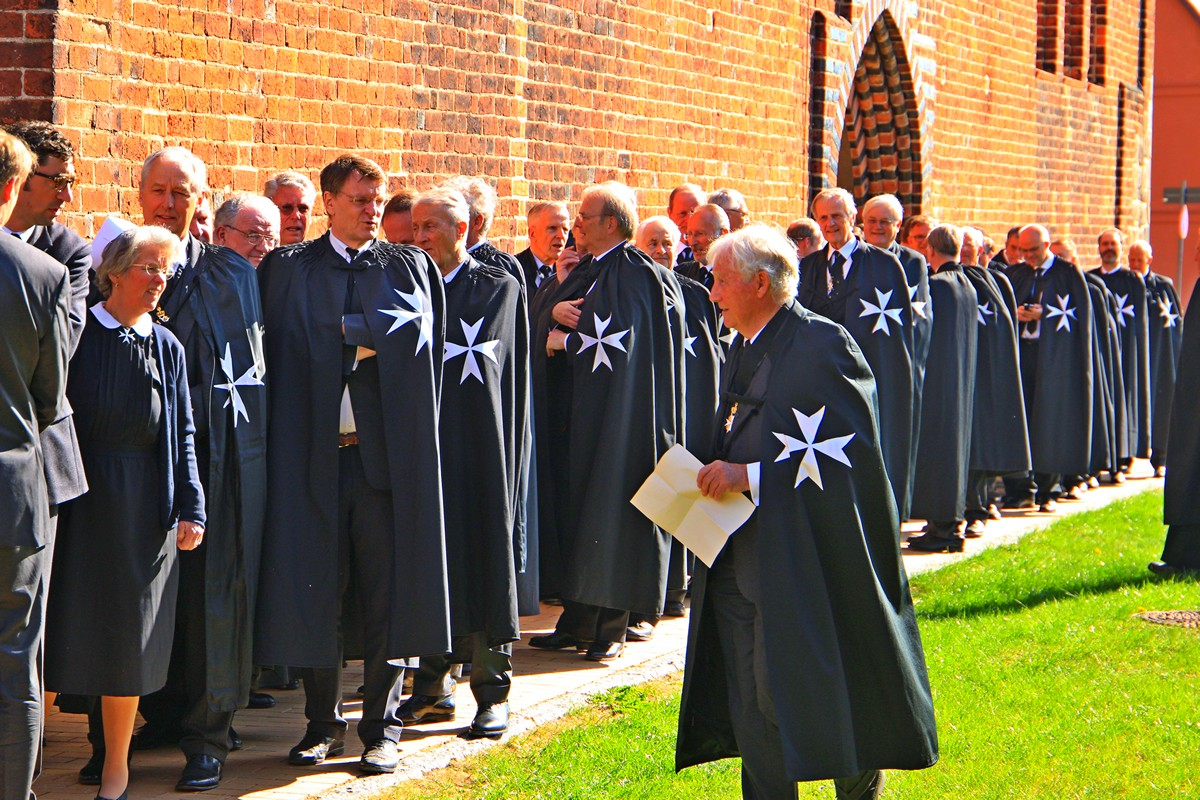
Ritter der Mecklenburgischen Genossenschaft vor dem Einzug in die Pfarrkirche St. Marien (Plau am See) (2018)

- Brandenburgische Provinzial-Genossenschaft
- Hamburgische Kommende
- Hannoversche Genossenschaft
- Hessische Genossenschaft
- Mecklenburgische Genossenschaft
- Pommersche Genossenschaft
- Posen-Westpreußische Genossenschaft
- Preußische Genossenschaft
- Provinzial-Sächsische Genossenschaft
- Rheinische Genossenschaft
- Genossenschaft Rheinland-Pfalz-Saar
- Sächsische Genossenschaft
- Schlesische Genossenschaft
- Schleswig-Holsteinische Genossenschaft
- Westfälische Genossenschaft

Ebenfalls der Balley Brandenburg angeschlossen sind die nicht-deutschen Genossenschaften:
- Johanniter Ridderskapet i Finland (Johanniter-Ritterschaft in Finnland)
- Association des Chevaliers de St. Jean, Langue de France (Ritter des Hlg. Johannes französischer Zunge)
- Kommende der Johanniterritter in der Schweiz
- Johannitarend Magyar Tagozata (Ungarn)
- Österreichische Kommende

## Mitgliedschaft

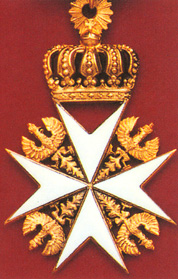
Rechtsritterkreuz

Ehrenritterkreuz

Der Johanniterorden und seine Mitglieder verstehen sich als Teil der evangelischen Kirche in Deutschland und wurden durch Schutzbrief der EKD von 1947 in dieser Rechtsstellung auch anerkannt. Der Orden sieht sich als Ordensgemeinschaft in der Tradition eines Ritterordens; daher ist Frauen die Mitgliedschaft im evangelischen Teil des Ordens (außerhalb der Ehrenmitgliedschaft) nicht möglich. In den Ordenswerken sind weibliche Mitglieder aber ebenso selbstverständlich vertreten wie in anderen gesellschaftlichen Organisationen.
Bei der Aufnahme in den Orden verpflichten sich die Mitglieder zur Achtung und Umsetzung der Aufgaben des Ordens sowie der Ordensregel. Voraussetzung für die Aufnahme in den Orden, die durch Berufung des Herrenmeisters erfolgt, ist die Mitgliedschaft in einer evangelischen Kirche sowie die Befürwortung einer Aufnahme durch zwei Rechtsritter als Bürgen. Ein Anspruch auf Aufnahme besteht nicht.
Da der Ritterorden erst 1948 für nicht-adlige Mitglieder geöffnet wurde, sind Adelige deutlich häufiger als in der Durchschnittsbevölkerung vertreten. Gemäß einer „Gesamtliste“ betrug im April 1991 die Gesamtanzahl der Mitglieder etwa 3000, davon waren etwa 2000 Mitglieder adelig und rund 1000 nichtadelig, von denen viele aus Familien stammen, die eheliche oder nahe Verwandtschaftsbeziehungen zum Adel aufweisen oder als Freiberufler über ein höheres Einkommen verfügen. Trotz dieser Zugangserleichterung stellt der Johanniterorden durch seine restriktive Aufnahmepraxis weiterhin ein Institut dar, das der „Sozialschicht des Rittertums, dem niederen Adel, […] den Erhalt des sozialen Status“ erlaubt.
„Mitgliedsstufen“ des Ordens sind:
- Herrenmeister
- Ehrenmitglieder
- Regierende Kommendatoren
- Ehrenkommendatoren
- Rechtsritter
- Ehrenritter

Der Orden verleiht als Ehrenzeichen das Herrenmeisterkreuz, das Kreuz der Ehrenmitglieder, das Kommendatorenkreuz, das Rechtsritter-Kreuz und das Ehrenritterkreuz. Diese Insignien sind staatlich geschützt. Der Johanniterorden „verleiht“ diese Auszeichnungen im wörtlichen Sinne; sie gehen nicht in das Eigentum des Trägers über und werden nach dem Tod des Trägers wieder zurückverlangt. Weitere Ehrenzeichen verleihen die Ordenswerke.
Die Verpflichtung der Mitglieder des Ordens zu einer christlichen Lebensweise führt in Einzelfällen zu problematischen Abwägungen in der Frage, ob eine Verpflichtung verletzt wurde, sowie ob und wie darauf zu reagieren sei. Solche Einzelfälle und ihre gelegentlich auch unterschiedlichen Behandlungen sind regelmäßig Anlass für Kritik am Johanniterorden sowie jeweils handelnder Personen.
Das Vorstehende gilt besonders in der Frage der Ehescheidung. Der Johanniterorden versteht die kirchliche Trauung als „individuellen Auftrag“ Christi zur Ehe. Eine Ehescheidung wird, unabhängig von der Frage individueller Schuld, stets als ein Versäumnis beider Ehepartner angesehen. Nach der Ehescheidung ist der Verbleib im Johanniterorden (ebenso die Aufnahme eines bereits geschiedenen Anwärters) nur durch Ausnahmegenehmigung möglich. Dieses betraf und betrifft auch hochrangige Mitglieder des Ordens. So legte der Herrenmeister Eitel Friedrich von Preußen 1926 nach dem Scheitern seiner Ehe sein Amt als Herrenmeister nieder. Andererseits ist trotz Ehescheidung wegen großer Verdienste beispielsweise Otto Graf Lambsdorff im Orden verblieben; die Art seiner Verdienste wird nicht genannt.

## Geistliche Ausrichtung
Der erste bekannte Vorsteher vom Hospital zu Jerusalem, Bruder Gerhard (lat. Gerardus), schrieb um 1120: „Unsere Bruderschaft wird unvergänglich sein, weil der Boden, auf dem diese Pflanze wurzelt, das Elend der Welt ist, und weil, so Gott will, es immer Menschen geben wird, die daran arbeiten wollen, dieses Leid geringer, dieses Elend erträglicher zu machen.“

### Die Ordensregel
Das Selbstverständnis des Johanniterordens ist in der Ordensregel niedergelegt. Grundlage dessen ist der „Doppelauftrag“ des Ordens als Bekenntnis zu Jesus Christus und der Evangelischen Kirche sowie der Dienst am Nächsten. Die Ordensregel des Johanniterordens verpflichtet alle Mitglieder. Sie gibt keine Einzelanweisungen für die Lebensordnung, sondern versteht sich als Leitlinie für Haltung und Handeln der Mitglieder. Die wichtigsten Pflichten im Orden sind das Bemühen um den christlichen Glauben, die Stärkung der Bruderschaft und das Einbringen der eigenen Kräfte und Fähigkeiten in die heutige Gesellschaft.

### Ordenskreuz
Johanniter und Malteser führen das identische Ordenskreuz, es wird linksseitig getragen. Die Kreuzform erinnert an den Opfertod Christi. Die acht Spitzen weisen auf die acht Seligpreisungen der Bergpredigt hin (Matthäus 5, 3–10). Jeder der vier Balken des Kreuzes steht für eine Kardinaltugend (Gerechtigkeit, Tapferkeit, Weisheit und Mäßigung).

### Das Ordensgebet
Segne, segne, Herr, den Orden!
Dir zur Ehre will er dienstbar sein.
Sei ihm gnädig, hilfreich immer,
steh’ ihm bei im Kampf zum Heil.
Stärk’ den Glauben an den Heiland,
der zu Ehren das Kreuz gebracht,
wehr’ dem Bösen, hilf zum Guten,
dem Schwachen hilf, treu zu sein,
den Schwachen hilf!
Herr, höre uns!
Amen.

### Sekundärliteratur
- Lebensberichte verstorbener Sächsischer Johanniter 1945–1975, Eigenverlag, Holzminden 1976.
- Paul-Michael v. Broecker: 125 Jahre Brandenburgische Provinzial-Genossenschaft des Johanniterordens, Color-Druck Eigenverlag, Berlin 1979.
- Johann Heinrich v. Brunn: Geschichte der Provinzial-Sächsischen Genossenschaft des Johanniter-Ordens 1853 bis 1980, Bonner Universitäts-Buchdruckerei Gebr. Scheur GmbH & Co. KG, Bonn 1981.
- Prosper Graf zu Castell-Castell, F.- A. v. Metzsch: Ein Beitrag zur Geschichte der bayrischen Johanniter 1888 bis 1988. Kastner & Callwey GmbH, Weißenbach/München 1990. f. Ergänzungsband.
- Claus von Kameke: Die Johanniter in Pommern. Pommersche Genossenschaft des Johanniterordens. Paul Zimnoch + Söhne GmbH, Bonn 1992.
- Hans-Georg Tautorat: Die Preussische Genossenschaft des Johanniterordens in Geschichte und Gegenwart (1853-1993). Druckerei H. Risius Weener (Ems) 1994.
- Walther Threde, Thora v. Bonin: Johanniter im Spannungsfeld an Weichsel und Warthe. Die wechselvolle Geschichte der Posen-Westpreußischen Genossenschaft des Johanniterordens. ars una Verlagsgesellschaft mbH, Neuried 1998. ISBN 3-89391-610-5.
- Peter Ziegler, Cornel Fürst: Geschichte der Schweizerischen Kommende des Johanniterordens, Rhein-Druck GmbH, Wädenswil/Bonn 1999.
- Die Mitglieder des Erweiterten Kapitels des Johanniterordens von 1958–1999. Eigenverlag, Nieder-Weisel 1999. DNB 1016667116
- Festschrift zum 150 jährigem Jubiläum der Schlesischen Genossenschaft des Johanniterordens, Hrsg. u. a. Christian-Erdmann Schott, Bergstadtverlag Wilhelm Gottlieb Korn, Würzburg 2003. ISBN 3-87057-259-0.
- Mecklenburgische Genossenschaft des Johanniterordens 1861-2011. Druckerei- und Verlagsgesellschaft Rudolf Otto mbH, Berlin 2011.
- Albrecht v. Cossel, Hubertus Dittmar, Roland Siegert, Anja-Alexandra Jackowski: Die Kommendatoren der Rheinischen Genossenschaft des Ritterlichen Ordens Sankt Johannis vom Spital zur Jerusalem 1852-2017, Druckerei Kleinschmidt, Korschenbroich/Leverkusen 2017.